# Supercopa d'Espanya de futbol 2014
La Supercopa d'Espanya de futbol 2014 fou una competició futbolística disputada a dos partits, l'agost de 2014, entre l'equip campió de la lliga espanyola 2013-14, l'Atlètic de Madrid i el de la Copa del Rei 2013-14, el Reial Madrid.

## Detalls dels partits

### Partit d'anada
| Reial Madrid  | 1–1              | Atlètic de Madrid |
| ------------- | ---------------- | ----------------- |
| Rodríguez 81' | Fitxa del partit | Raúl García 88'   |

| Reial Madrid | Atlético Madrid |

| GK              | 1  | Iker Casillas (c) |     |     |
| RB              | 15 | Dani Carvajal     |     |     |
| CB              | 3  | Pepe              |     |     |
| CB              | 4  | Sergio Ramos      | 61' |     |
| LB              | 12 | Marcelo           |     |     |
| RM              | 19 | Luka Modric       |     | 78' |
| CM              | 14 | Xabi Alonso       | 38' |     |
| LM              | 8  | Toni Kroos        |     |     |
| RF              | 11 | Gareth Bale       |     |     |
| CF              | 9  | Karim Benzema     |     |     |
| LF              | 7  | Cristiano Ronaldo |     | 46' |
| Suplents:       |    |                   |     |     |
| GK              | 13 | Keylor Navas      |     |     |
| DF              | 2  | Raphael Varane    |     |     |
| DF              | 5  | Fabio Coentrao    |     |     |
| DF              | 17 | Álvaro Arbeloa    |     |     |
| MF              | 10 | James Rodríguez   |     | 46' |
| MF              | 23 | Isco              |     |     |
| MF              | 22 | Ángel Di María    |     | 78' |
| Entrenador:     |    |                   |     |     |
| Carlo Ancelotti |    |                   |     |     |

| GK            | 1  | Miquel Àngel Moyà  |     |     |
| RB            | 20 | Juanfran           |     |     |
| CB            | 23 | Miranda            |     |     |
| CB            | 2  | Diego Godín        |     |     |
| LB            | 3  | Guilherme Siqueira | 13' | 64' |
| RM            | 26 | Saúl Ñíguez        |     | 57' |
| CM            | 4  | Mario Suárez       | 58' |     |
| CM            | 14 | Gabi (c)           |     |     |
| LM            | 6  | Koke               | 5'  |     |
| CF            | 8  | Raúl García        | 69' |     |
| CF            | 9  | Mario Mandžukić    | 61' | 78' |
| Suplents:     |    |                    |     |     |
| GK            | 13 | Jan Oblak          |     |     |
| DF            | 24 | José Giménez       |     |     |
| DF            | 15 | Cristian Ansaldi   |     | 64' |
| MF            | 5  | Tiago              |     |     |
| MF            | 7  | Antoine Griezmann  |     | 57' |
| MF            | 21 | Cristian Rodríguez |     |     |
| FW            | 11 | Raúl Jiménez       |     | 78' |
| Entrenador:   |    |                    |     |     |
| Diego Simeone |    |                    |     |     |

| Àrbitres assistents: José Manuel Fernández Miranda Francisco Javier Martín García Quart àrbitre: Gustavo Rebollo López |

### Partit de tornada
| Atlètic de Madrid | 1–0              | Reial Madrid |
| ----------------- | ---------------- | ------------ |
| Mandžukić 2'      | Fitxa del partit |              |

| Atlético Madrid | Reial Madrid |

| GK            | 1             | Miquel Àngel Moyà  |                                          |     |
| RB            | 20            | Juanfran           |                                          |     |
| CB            | 23            | Miranda            |                                          |     |
| CB            | 2             | Diego Godín        |                                          |     |
| LB            | 3             | Guilherme Siqueira |                                          |     |
| CM            | 5             | Tiago              | 18'                                      |     |
| CM            | 14            | Gabi (c)           |                                          |     |
| RM            | 8             | Raúl García        | 74'                                      | 90' |
| AM            | 7             | Antoine Griezmann  | 68'                                      | 73' |
| LM            | 6             | Koke               | 50'                                      |     |
| CF            | 9             | Mario Mandžukić    |                                          | 84' |
| Suplents:     |               |                    |                                          |     |
| GK            | 13            | Jan Oblak          |                                          |     |
| DF            | 24            | José Giménez       |                                          |     |
| DF            | 15            | Cristian Ansaldi   |                                          |     |
| MF            | 4             | Mario Suárez       |                                          |     |
| MF            | 21            | Cristian Rodríguez |                                          | 84' |
| MF            | 26            | Saúl Ñíguez        |                                          | 90' |
| FW            | 11            | Raúl Jiménez       |                                          | 73' |
| Entrenador:   |               |                    |                                          |     |
| Diego Simeone | Diego Simeone | Diego Simeone      | Amonestat · Doble amonestació · Expulsat |     |

| GK              | 1  | Iker Casillas (c) |            |     |
| RB              | 15 | Dani Carvajal     |            |     |
| CB              | 2  | Raphael Varane    |            |     |
| CB              | 4  | Sergio Ramos      | 89'        |     |
| LB              | 5  | Fabio Coentrao    |            | 70' |
| RM              | 19 | Luka Modric       | 48', 90+1' |     |
| CM              | 14 | Xabi Alonso       | 52'        |     |
| LM              | 8  | Toni Kroos        |            | 46' |
| RF              | 11 | Gareth Bale       |            |     |
| CF              | 9  | Karim Benzema     |            |     |
| LF              | 10 | James Rodríguez   |            | 65' |
| Suplents:       |    |                   |            |     |
| GK              | 13 | Keylor Navas      |            |     |
| DF              | 3  | Pepe              |            | 70' |
| DF              | 12 | Marcelo           |            |     |
| DF              | 17 | Álvaro Arbeloa    |            |     |
| MF              | 23 | Isco              | 78'        | 82' |
| MF              | 24 | Aser Illarramendi |            |     |
| FW              | 7  | Cristiano Ronaldo | 90+4'      | 46' |
| Entrenador:     |    |                   |            |     |
| Carlo Ancelotti |    |                   |            |     |

| Àrbitres assistents: Raul Cabañero Martínez Jorge Canelo Prieto Quart àrbitre: Antonio Santos Pargaña |